# 2014年中華民國全民運動會
2014年中華民國全民運動會，正式名稱為中華民國103年全民運動會（The Citizens Games in Chiayi City 2014），簡稱103全民運，於2014年10月25日至10月29日在中華民國嘉義市舉辦的一屆以非亞、奧運項目為主的綜合性運動會。

## 參賽單位
參賽隊伍合計22個行政區，包括：

| - 直轄市（5）： - 臺北市 - 新北市 - 臺中市 - 臺南市 - 高雄市 | - 臺灣省 - 市（3）： - 基隆市 - 新竹市 - 嘉義市 - 縣（12）： - 桃園縣 - 新竹縣 - 苗栗縣 - 彰化縣 - 南投縣 - 雲林縣 - 嘉義縣 - 屏東縣 - 宜蘭縣 - 臺東縣 - 花蓮縣 - 澎湖縣 | - 福建省 - 縣（2）： - 金門縣 - 連江縣（馬祖） |

## 競賽種類[3]

### 第一類
第一類為非亞運、非奧運，但為國際單項運動總會聯合會所承認之競賽種類及項目，或世界運動會之競賽種類及項目，合計18個運動種類。
| - 健力 - 巧固球 - 拔河 - 輕艇（輕艇水球） - 合球 |  | - 水上救生 - 飛盤 - 蹼泳 - 滑輪溜冰 - 競速 - 曲棍球 - 花式 - 滾球 |  | - 射箭 - 手球（沙灘手球） - 定向越野 |

### 第二類
| - 槌球 - 木球 |  | - 慢速壘球 - 民俗體育 |  | - 元極舞 - 龍獅運動 |  | - 躲避球 |

## 比賽場館
| 場館                       | 比賽項目                   | 備註         |
| -------------------------- | -------------------------- | ------------ |
| 嘉義市立體育場             | 木球                       | 開幕典禮場地 |
| 東區體育館                 | 龍獅運動                   |              |
| 港坪運動公園               | 定向越野                   |              |
| 港坪運動公園體育館         | 室內拔河、滑輪溜冰（花式） | 閉幕典禮場地 |
| 港坪運動公園足球場         | 室外拔河                   |              |
| 港坪運動公園滑輪溜冰場     | 滑輪溜冰（競速）           |              |
| 港坪運動公園網球場         | 滑輪溜冰（曲棍球）         |              |
| 嘉義公園                   | 定向越野                   |              |
| 國立嘉義大學蘭潭校區       | 定向越野                   |              |
| 國立嘉義大學蘭潭校區游泳池 | 輕艇水球                   |              |
| 國立嘉義大學蘭潭校區嘉禾館 | 巧固球                     |              |
| 國立嘉義大學新民校區運動場 | 槌球                       |              |
| 國立中正大學               | 原野射箭                   |              |
| 國立中正大學室內游泳池     | 水上救生、蹼泳             |              |
| 吳鳳科技大學旭光中心       | 合球                       |              |
| 吳鳳科技大學足球場         | 飛盤                       |              |
| 嘉義國中活動中心           | 劍道                       |              |
| 北興國中活動中心           | 元極舞                     |              |
| 民生國中活動中心           | 太極拳                     |              |
| 大業國中活動中心           | 民俗體育                   |              |
| 蘭潭國中活動中心           | 柔術                       |              |
| 南興國中道生館             | 巧固球                     |              |
| 垂楊國小活動中心           | 健力                       |              |
| 宣信國小活動中心           | 躲避球                     |              |
| 僑平國小彩翼館             | 舞蹈運動                   |              |
| 運三壘球場                 | 慢速壘球                   |              |
| 興嘉簡易球場               | 慢速壘球                   |              |
| 文中二簡易滾球場           | 滾球                       |              |
| 文中二簡易沙灘場           | 沙灘手球、沙灘角力         |              |
| 親水公園簡易球場           | 地面高爾夫                 |              |

## 插曲
中華民國空軍雷虎小組一架AT-3教練機為了本屆全民運動會開幕典禮而進行訓練，在2014年10月21日上午進行飛行訓練時，不慎與同僚機發生擦撞後失事墜毀於高雄市梓官區梓官加油站後方農田。同日下午空軍宣布取消表演，全民運動會籌備小組隨即宣布取消。
開幕典禮開始前，大會安排施放2400顆紅、藍、白3色空飄氣球向空軍雷虎小組致敬。

## 外部連結
- （繁體中文）2014年中華民國全民運動會 官方網站